# Liefdefjorden
Liefdefjorden is een fjord van het eiland Spitsbergen, dat deel uitmaakt van de Noorse eilandengroep Spitsbergen.
Het fjord is vernoemd naar de liefde, mogelijk de naam van een schip, de Liefde.

## Geografie
Het fjord is zuidwest-noordoost georiënteerd en maakt vlak bij de monding een lichte knik vanuit het zuidwesten naar het zuidoosten. Het fjord heeft een lengte van ruim 30 kilometer. Het mondt in het oosten uit in het fjord Woodfjord, waarvan het een zijtak op de linkeroever is.
Het fjord ligt in het Haakon VII Land.